# Bonnierförlagen
För andra betydelser, se Bonnier (olika betydelser).
Bonnierförlagen är ett svenskt aktiebolag som ingår i Bonnier Books. Bonnier Books innefattar Bonnierkoncernens förlagsverksamhet.

## Bokförlag
- Albert Bonniers Förlag
  - Gondol (imprint)
  - Wahlström & Widstrand (imprint)
- Bazar Förlag
- Bokförlaget Forum
  - Bonnier Fakta (imprint)
  - Lovereads (imprint)
- Historiska Media
- Bokförlaget Semic
- Bonnier Audio
- Bonnier Bookery
- Bonnier Carlsen
- Fenix Förlag
- Bokförlaget Max Ström
- Romanus & Selling
- Älska Pocket

## Bokklubbar
- Bonniers Bokklubb
- Månadens Bok

## Litterär agentur
- Bonnier Rights